# Leopoldo Suárez
Leopoldo Máximo Suárez (Mendoza, 21 de septiembre de 1914 - ca. 1981) fue un abogado y político argentino que ejerció como ministro de Defensa de su país durante la Presidencia de Arturo Illia.

## Biografía
Fue hijo de Leopoldo Suárez —destacado funcionario mendocino que ocupó los cargos de superintendente General de Irrigación, ministro de Industrias y Obras Públicas e interventor de la Dirección General de Escuelas— y de Clelia Angélica Civit Quiroga, descendente del caudillo Facundo Quiroga. Se recibió de abogado en 1938 en la Universidad Nacional de La Plata en 1938 y durante muchos años ejerció la abogacía en forma particular en su provincia natal.
Perteneció al ala unionista de la Unión Cívica Radical, y fue adherente a las ideas del caudillo radical mendocino Carlos Washington Lencinas. Entre 1940 y 1942 fue diputado provincial por la UCR, y presidió la UCR mendocina entre 1946 y 1948. Fue diputado constituyente provincial en 1943 y en 1948. Fundó el periódico Caridad y fue copropietario y director del periódico Proceso. Fue arrestado varias veces durante los gobiernos peronistas, y posteriormente afirmó que durante el golpe de Estado de 1955 su casa sirvió tanto de centro de reunión de conspiradores como de refugio de trabajadores peronistas. En 1958 fue candidato a gobernador de su provincia por la Unión Cívica Radical del Pueblo.
Pertenecía a la misma fracción del radicalismo que Arturo Illia, y cuando éste fue elegido presidente, en 1963, lo nombró su ministro de Defensa; su misión era impedir que las Fuerzas Armadas condicionaran al gobierno. Era considerado como el más brillante de los miembros del gabinete, y sorteó sucesivos «pronunciamientos» militares contra el gobierno nacional, e incluso un reto a duelo por parte de un oficial de la Fuerza Aérea Argentina.
El 31 de diciembre de 1963, el secretario de Estado de Aeronáutica, comodoro Martín R. Cairo —representante político de la FAA—, dejó su cargo. Suárez asumió interinamente en su lugar, y ejerció hasta el 17 de febrero de 1964, cuando fue designado el brigadier Mario Romanelli.
Durante la crisis desatada por el teniente general Pascual Pistarini en mayo de 1966, Suárez intentó convencer al presidente Illia de desplazar de inmediato al comandante en jefe del Ejército, pero Illia prefirió dilatar la decisión. Al mes siguiente, Pistarini dirigiría el golpe de Estado que depuso a Illia.
En 1973 formaba parte del Comité Nacional de la UCR y fue —junto a César García Puente— quien logró ubicar a Fernando de la Rúa como compañero de fórmula de Ricardo Balbín para las elecciones presidenciales de septiembre de ese año.
Falleció a principios de la década de 1980.  Su esposa, Stella Vicchi, era sobrina del gobernador mendocino Adolfo Vicchi. Su hermano Facundo Suárez fue presidente de YPF durante la presidencia de Illia, y su sobrino Facundo Suárez Lastra fue intendente de la ciudad de Buenos Aires durante la presidencia de Raúl Alfonsín.